# 이스트포인트 (미시간주)

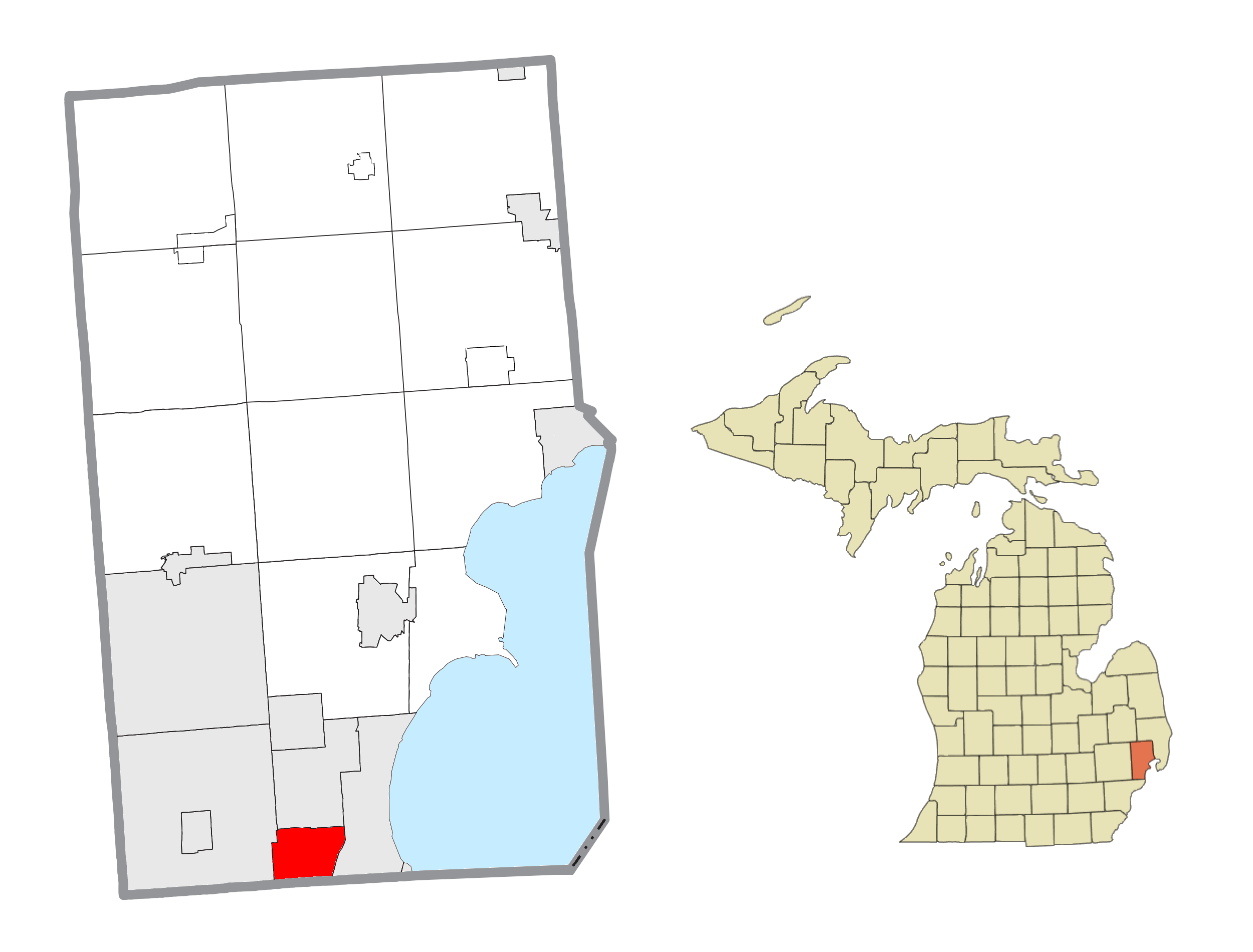

이스트포인트(Eastpointe)는 미국 미시간주 매콤군의 도시이다. 다운타운 디트로이트에서 북동쪽으로 약 17.7킬로미터 지점에 위치해 있다. 2020년 미국 인구 조사 기준 인구 수는 34,318명이다.

## 인구
| 인구조사                          | 인구   | Note  | %±     |
| --------------------------------- | ------ | ----- | ------ |
| 1930년                            | 5,955  |       | —      |
| 1940년                            | 8,584  |       | 44.1%  |
| 1950년                            | 21,461 |       | 150.0% |
| 1960년                            | 45,756 |       | 113.2% |
| 1970년                            | 45,920 |       | 0.4%   |
| 1980년                            | 38,280 |       | −16.6% |
| 1990년                            | 35,283 |       | −7.8%  |
| 2000년                            | 34,077 |       | −3.4%  |
| 2010년                            | 32,442 |       | −4.8%  |
| 2020년                            | 34,318 |       | 5.8%   |
| 2022 (추산)                       | 33,806 | [ 1 ] | −1.5%  |
| U.S. Decennial Census 2020 Census |        |       |        |